# Here with Me (canção de Marshmello)
"Here with Me" é uma canção do produtor americano Marshmello, com a participação da banda escocesa CHVRCHES. Foi lançado em 8 de março de 2019, junto com um vídeo animado com a letra. O videoclipe oficial foi lançado em 10 de abril de 2019.

## Composição
Here with Me é composta em Mi bemol maior. A canção foi chamada uma reminiscência do trabalho anterior de produção eletrônica de Marshmello, com a abertura sendo "marcadamente contida" que "oferece uma rara chance para ele experimentar com guitarras". A instrumentação também foi descrita como "violões e batidas EDM".

## Promoção
Junto com o anúncio da música, Marshmello postou um trecho de 19 segundos da música, com Your EDM dizendo que a colaboração soa mais como os singles anteriores de Marshmello com vocalistas em vez de seu material da série do álbum Joytime . Em 3 de abril de 2019, Marshmello e CHVRCHES fizeram uma apresentação ao vivo de "Here with Me" no Jimmy Kimmel Live! .

## Recepção critica
Stereogum chamou isso de "fluff dance-pop padrão, com um pouco mais de uma atração emocional graças à apresentação de Mayberry. É o tipo de música que você pode esquecer imediatamente após ouvir. "

## Desempenho gráfico
"Here With Me" tornou-se a quarta número um do Marshmello (e seu sétimo top dez) e Chvrches' primeiro na Billboard ' Dance / Mix Mostrar Airplay gráfico. É também o pico de posição mais alto para Chvrches em um gráfico de airplay da Billboard até o momento. Também alcançou o top 20 no Canadá. Ele alcançou a posição número nove na UK Singles Chart.  Ele alcançou a posição 31 na Billboard Hot 100, tornando-se a primeira entrada de Chvrches na parada e seu single de maior sucesso no país.

## Créditos e pessoal
Créditos adaptados do Tidal .
- Marshmello - produção, letras
- Steve Mac - produção adicional
- Lauren Mayberry - vocais, letras
- Iain Cook - guitarra, letras
- Brandon Buttner - pessoal de estúdio, engenharia vocal
- Martin Doherty - letras

## Letra
Can I tell you something just between you and me?
When I hear your voice, I know I'm finally free
Every single word is perfect as it can be
And I need you here with me
When you lift me up, I know that I'll never fall
I can speak to you by saying nothing at all
Every single time, I find it harder to breathe
'Cause I need you here with me
Every day
You're saying the words that I want you to say
There's a pain in my heart and it won't go away
Now I know I'm falling in deep
'Cause I need you here with me
Every day
You're saying the words that I want you to say
There's a pain in my heart and it won't go away
Now I know I'm falling in deep
'Cause I need you here with me
I think I see your face in every place that I go
I try to hide it, but I know that it's gonna show
Every single night, I find it harder to sleep
'Cause I need you here with me
Everyday
You're saying the words that I want you to say
There's a pain in my heart and it won't go away
Now I know I'm falling in deep
'Cause I need you here with me
Every day
You're saying the words that I want you to say
There's a pain in my heart and it won't go away
Now I know I'm falling in deep
'Cause I need you here with me
Can I tell you something just between you and me?
When I hear your voice, I know I'm finally free
Every single word is perfect as it can be
'Cause I need you here with me
1. ↑  «Pre-Save 'Here With Me' before Friday! @CHVRCHES». 5 de março de 2019. Consultado em 6 de março de 2019 – via Twitter
2. 1 2  Reilly, Nick (8 de março de 2019). «Listen to Chvrches and Marshmello join forces on new single 'Here With Me'». NME. Consultado em 15 de março de 2019
3. ↑  Kreps, Daniel (8 de março de 2019). «Hear Marshmello Recruit Chvrches for New Song 'Here With Me'». Rolling Stone. Consultado em 15 de março de 2019
4. ↑  Meadow, Matthew (5 de março de 2019). «FIRST LISTEN: Marshmello x CHVRCHES "Here With Me" Is Out Friday». Your EDM. Consultado em 15 de março de 2019
5. ↑  Breihan, Tom (8 de março de 2019). «Marshmello – 'Here With Me' (Feat. Chvrches)». Stereogum. Consultado em 15 de março de 2019
Board approved 2019 song of the summer
6. ↑  Murray, Gordon (2 de maio de 2019). «Marshmello & CHVRCHES' 'Here With Me' Tops Dance/Mix Show Airplay Chart». Billboard. Consultado em 2 de maio de 2019
7. ↑  «Marshmello Chart History». Billboard. Consultado em 26 de abril de 2019
8. ↑  «Billboard - Music Charts, News, Photos & Video». Billboard. Consultado em 16 de maio de 2019
9. ↑  «Here With Me / Marshmello TIDAL». Tidal. Consultado em 5 de abril de 2019
10. ↑  Citar web |url=https://www.letras.mus.br/marshmello/here-with-me-feat-chvrches/ |titulo=Marshmello - Here With Me (feat. CHVRCHES) |data=2019-03-09 |acessodata=2021-02-06 |website=Letras |lingua=pt-BR